# María José Siri
María José Siri (Canelones, 24 dicembre 1976) è un soprano uruguaiano.

## Biografia
Formatasi alla "Escuela Nacional de Arte Lìrico" di Montevideo, dove ha studiato prima sassofono e successivamente canto, María José Siri ha poi perfezionato la tecnica vocale al conservatorio di Parigi; si è quindi avvalsa dell'aiuto del soprano Ileana Cotrubas presso Nizza e Vienna.
Considerata una dei maggiori interpreti delle opere di Verdi, Puccini e del teatro verista, inizia ad esibirsi nei teatri del proprio paese e del sud America in genere, debuttando come Mimì nella Bohème di Puccini nel 2005 al Teatro Colón di Buenos Aires. 
Dopo il trasferimento a Verona nel 2006, comincia a farsi conoscere nei teatri italiani, interpretando Leonora nel Trovatore di Verdi, nel 2008, al Teatro Carlo Felice di Genova.  Il suo nome inizia a comparire nei cartelloni delle stagioni dei più importanti teatri d'opera italiani ed europei. È protagonista nell'Aida all'Arena di Verona nel 2013, 2014, 2015, 2016 e 2017. Sempre all' Arena, interpreta Donna Elvira nel Don Giovanni nel 2015. Al Teatro Regio di Torino è Amelia in Simon Boccanegra nel 2013, Desdemona in Otello nel 2014, Tosca nel 2016 e Manon Lescaut nel 2017. A Bologna è Amelia in Un ballo in maschera (2015) e Odabella nell'Attila di Verdi nel 2016. A Macerata interpreta Norma e Madama Butterfly. In Europa si esibisce in molti celebri teatri, quali la Staatsoper Unter den Linden, in Eugenio Onegin e Tosca, la Deutsche Oper Berlin (Tosca, Andrea Chénier), Madama Butterfly), la Wiener Staatsoper (Tosca, Andrea Chénier, Il trovatore, Madama Butterfly), il Gran Teatro del Liceu (Mimì ne La bohème, Amelia in Un ballo in maschera), il Palau de les Arts Reina Sofia (Manon Lescaut, Don Carlo), la Staatsoper Hamburg (Aida). 
Debutta con grande successo nel ruolo di Cio-Cio-San nella Butterfly inaugurando la stagione d'opera 2016/2017 del Teatro alla Scala, nella versione originale dell'opera in due atti, diretta dal Maestro Riccardo Chailly con Bryan Hymel, Carlos Álvarez ed Annalisa Stroppa. Nel 2018 torna al Teatro alla Scala nell'opera Francesca da Rimini di Riccardo Zandonai, nel ruolo eponimo. Nel 2019 interpreta il personaggio di Manon Lescaut nella prima versione dell'opera diretta da Riccardo Chailly ed allestita da David Pountney.
Nel 2017 le è stato assegnato il premio "Stella della Lirica".

## Repertorio
| Ruolo                   | Titolo                 | Autore      |
| ----------------------- | ---------------------- | ----------- |
| Norma                   | Norma                  | Bellini     |
| Micaela                 | Carmen                 | Bizet       |
| Tatjana                 | Evgenij Onegin         | Čajkovskij  |
| Adriana Lecouvreur      | Adriana Lecouvreur     | Cilea       |
| Elisetta                | Il matrimonio segreto  | Cimarosa    |
| Maddalena di Coigny     | Andrea Chénier         | Giordano    |
| Rachel                  | La Juive               | Halévy      |
| Nedda/Colombina         | Pagliacci              | Leoncavallo |
| Santuzza                | Cavalleria rusticana   | Mascagni    |
| Sifare                  | Mitridate, re di Ponto | Mozart      |
| Donna Anna Donna Elvira | Don Giovanni           | Mozart      |
| Anna                    | Le Villi               | Puccini     |
| Manon Lescaut           | Manon Lescaut          | Puccini     |
| Mimì                    | La bohème              | Puccini     |
| Floria Tosca            | Tosca                  | Puccini     |
| Cio-Cio-San             | Madama Butterfly       | Puccini     |
| Giorgetta               | Il tabarro             | Puccini     |
| Suor Angelica           | Suor Angelica          | Puccini     |
| Abigaille               | Nabucco                | Verdi       |
| Lucrezia Contarini      | I due Foscari          | Verdi       |
| Odabella                | Attila                 | Verdi       |
| Gilda                   | Rigoletto              | Verdi       |
| Leonora                 | Il trovatore           | Verdi       |
| Violetta Valery         | La traviata            | Verdi       |
| Amelia Grimaldi         | Simon Boccanegra       | Verdi       |
| Amelia                  | Un ballo in maschera   | Verdi       |
| Donna Leonora di Vargas | La forza del destino   | Verdi       |
| Elisabetta di Valois    | Don Carlo              | Verdi       |
| Aida                    | Aida                   | Verdi       |
| Desdemona               | Otello                 | Verdi       |
| Francesca da Polenta    | Francesca da Rimini    | Zandonai    |